# Соколово-Парцеле (Мазовецьке воєводство)
Соколово-Парцеле (пол. Sokołowo-Parcele) — село в Польщі, у гміні Обрите Пултуського повіту Мазовецького воєводства.
Населення — 114 осіб (2011).
У 1975-1998 роках село належало до Остроленцького воєводства.

## Демографія
Демографічна структура станом на 31 березня 2011 року:
|          | Загалом | Допрацездатний вік | Працездатний вік | Постпрацездатний вік |
| -------- | ------- | ------------------ | ---------------- | -------------------- |
| Чоловіки | 51      | 13                 | 34               | 4                    |
| Жінки    | 63      | 13                 | 40               | 10                   |
| Разом    | 114     | 26                 | 74               | 14                   |